# Список угольных предприятий России
Перечень действующих предприятий по добыче и переработке угля и объём добычи за 2016 год (в миллионах тонн)
В верхнем углу подраздела записывается общий объём добычи по компаниям, в строках предприятия записывается объём добычи или переработки.

## Мурманская область

### ФГУПАрктикуголь
0,1
- ш. Баренцбург 0,1

## Республика Коми

### ОАОВоркутауголь
9,6
- ш. Северная 0,5
- ш. Воркутинская 2,0
- ш. Комсомольская 2,3
- ш. Заполярная 1,5
- ш. Воргашорская 2,7
- ЦОФ Печорская 6,5
- ОФ ш. Северная 0,5
- ОФ ш. Воркутинская 1,9
- р. Юньягинский 0,7
- АО Шахта Интауголь 1,2
- ГОФ Интинская 1,2

## Тульская область

### Мосбасуголь
0,3
- уч. ОГР р. Львовский Кимовского ф-ла 0,3

## Ростовская область

### АОДонской антрацит
ш. Дальняя 0,9

### АО ш/у Обуховская
1,1
- ОФ Обуховская 2,1

### ООО УКЮжуголь
1,4
- ЦОФ Гуковская 1,1
- ООО ш/у Садкинское 1,4

### ОАО УКДонской уголь
0,7
ш. Шерловская-Наклонная 0,7

## Челябинская область

### АОЧелябинская УК
1,3
- р. Коркинский 1,3
- ОФ р. Коркинский 1,3

## Новосибирская область

### АОСибирский Антрацит
- 5,4
- р. Колыванский 5,4
- ОФ Листвянская 2,4
- ОФ Листвянская-2 1,9

### ОООВостокуголь
1,2
- ООО р. Восточный 1,2
- ООО р. Кийзасский (Кем.обл.) 7,5

## Кемеровская область

### АО УК Северный Кузбасс
1,5
- ш. Березовская 0,9
- ш. Первомайская 0,6
- ОФ Северная 2,5

### ПАО ЦОФ Березовская
3,7

### АО Черниговец
8,7
- р. Черниговец 6,0

### ОУ АО Черниговец
5,5
- ОФ Черниговская-Коксовая (кокс) 2,9
- ОФ Черниговская-Коксовая (эн.) 1,5
- ш. Южная 2,7

### ОАОКузбассразрезуголь
43,9
- Кедровский УР 5,1
- Краснобродский УР 7,7
- Моховский УР 4,7
- Бачатский УР 9,5
- Калтанский УР 4,0
- Талдинский УР 12,8
- ОФ Бачатская-Коксовая 2,9
- ОФ Бачатская-Энергетическая 3,2
- ОФ Вахрушевская 1,4
- ОФ Кедровская 4,9
- ОФ Краснобродская-Коксовая (кокс) 1,5
- ОФ Краснобродская-Коксовая (эн.) 1,4
- ОФ Калтанская-Энергетическая 3,0

### ООО ш. Байкаимская
1,5

### ПАО Кузбасская ТК
11,7
- р. Виноградовский 11,7
- ОУ Каскад-2 4,1
- ОУ Каскад 1,8

### АО СУЭК-Кузбасс
37,7
- ш. им. А. Д. Рубана 2,4
- ш. им. Кирова 5,7
- ОФ ш. им. Кирова, секц.1 (зн.) 2,0
- ОФ ш. им. Кирова, секц. 2 (эн.) 5,7
- ОФ ш. им. Кирова, секц. 3 0,7
- ш. Комсомолец 2,4
- ОФ ш. Комсомолец 3,2
- ш. Полысаевская 2,3
- ш. им. 7 ноября 2,7
- ш. им. В. Д. Ялевского пл. 50 5,1
- ш. Талдинская‐Западная‐1 3,5
- ОФ ш. Талдинская‐Западная‐1 1,0
- ш. Талдинская‐Западная‐2 3,8
- ш. им. В. Д. Ялевского пл. 52 2,6
- р. Заречный 4,0
- р. Камышанский 3,1

### ОАО УК Заречная
4,7

### ОАО ш. Заречная
2,9
- ОФ ш. Заречная 2,9
- ш. Заречная 2,9

### ОАО ш. Алексиевская
1,8

### ООО ш/у Карагайлинское
0,2
- ОФ ш/у Карагайлинское (кокс) 0,9

### ММК‐Уголь
3,4
- ООО ш. Чертинская‐Коксовая 0,9
- ЗАО ш. Костромовская 2,5
- ЦОФ Беловская 5,0

### ООО ш. Листвяжная
4,3

### ЗАО ОФ Листвяжная
4,3

### ООО ш/у Майское
5,5
- р. Первомайский 5,5

### ООО ш. Красногорская
0,1

### ООО р. Пермяковский
1,9

### ООО р. Задубровский Новый
1,1

### ООО р. Евтинский Новый
0,2

### АО р. Шестаки
1,0
- ОУ р. Шестаки (кокс) 0,2
- ОУ р. Шестаки (эн.) 0,4

### АО Салек
4,3
- р. Восточный 4,3

### ООО Шахта N 12
0,7
- ОФ ш. № 12 (кокс) 0,5

### ООО р. им. Черемнова
0,9

### ООО р. Киселевский
2,0

### ООО ОФ Тайбинская (кокс)
0,6

### ООО ОФ Тайбинская (эн.)
0,5

### OOO ОФ Зиминка
1,5

### OOO ОФ Красногорская (кокс)
0,2

### OOO ОФ Красногорская (эн.)
0,6

### ООО ОФ Коксовая (эн.)
2,0

### ООО ГОФ Прокопьевская (кокс)
0,9

### ООО ГОФ Прокопьевская (эн.)
0,1

### ООО ЭнергиЯ‐НК
1,3
- ш. им. Дзержинского 0,4
- ОГР 0,9

### ООО УК Талдинская
2,8

### АО ш/у Талдинское‐Кыргайское
1,4
ш. Кыргайская 1,4

### АО ш/у Талдинское‐Южное
1,5

### ООО р. Березовский
3,7
- ОФ Матюшинская (кокс) 3,8
- ОФ Матюшинская (эн.) 0,8

### ООО ш. Юбилейная (Топпром)
0,8

### ОАО ОУКЮжкузбассуголь
11,2
- ш. Алардинская 2,6
- ш. Осинниковская 1,6
- ш. Усковская 2,6
- ш. Абашевская 0,1
- ш. Есаульская 1,3

### ЦОФ Абашевская (кокс)
2,6

### ЦОФ Абашевская (эн.)
0,03

### ЦОФ Кузнецкая (кокс)
5,7
- ш. Ерунаковская‐8 3,0

### ООО ш. Грамотеинская
1,5

### АО ш. Полосухинская
3,0

### АО ш. Антоновская
0,9

### АО ОФ Антоновская
3,7

### АО ш. Большевик
1,6

### ООО р. Южный
0,7

### ООО Ресурс
5,7

### ООО СибЭнергоУголь
2,0
- Разрезо‐уч‐к Бунгурский‐Южный 2,0

### ПАО УК Южный	Кузбасс
9,1
- ш. им. Ленина 0,7
- р. Красногорский 4,2
- р. Сибиргинский 0,5
- ОАО р. Томусинский 1,4
- р. Ольжерасский 0,5
- ш. Сибиргинская 0,2
- ш. Ольжерасская 1,5
- ЦОФ Кузбасская (кокс) 0,3
- ЦОФ Кузбасская (эн.) 1,3
- ГОФ Томусинская 1,3
- ОФ Красногорская 2,3
- ЦОФ Сибирь (кокс) 2,0
- ЦОФ Сибирь (эн.) 1,9
- ОУ Сибиргинская (эн.) 0,2

### ООО Распадская УК
10,5
- ЗАО ОФ Распадская 11,0
- ПАО ш. Распадская 5,7
- ЗАО р. Распадский 4,4
- ЗАО ш. Распадская-Коксовая 0,5

### АО Междуречье
6,4

### АО ОФ Междуреченская (кокс)
4,0

### АО ОФ Междуреченская (эн.)
4,1

### ООО ОЭУ Блок № 2
- ш. Анжерская-Южная 1,1

### ООО ГОФ Анжерская
1,3

### ООО СП Барзасское тов-во
1,2
- р. Барзасский 1,2
- ОФ СП Барзасское тов-во (кокс) 0,5
- ОФ СП Барзасское тов-во (эн.) 0,4

### ООО Ровер
0,1
- ОГР 0,1
- ОУ ООО Ровер 0,1

### ООО р. Кайчакский-1
0,2
- ПМХ 2,6

### ООО участок Коксовый
1,1
- разрезо-уч. ш. им. Вахрушева 1,1

### ООО ш. Бутовская
1,5

### ООО ш. им. С. Д. Тихова
пр.мощн. 1,7

### ООО р. Талдинский-Западный
1,2

### ОАО Поляны
1,2
- УОР ш. Краснокаменская 1,2

### ООО Инвест-Углесбыт
1,2
- р. Акташский 1,2

### АО р. Октябринский
0,3

### ОАО Луговое
0,3
- УОР ш. Дальние горы 0,3

### ООО Краснобродский-Южный
0,9

### ООО р. Бунгурский-Северный
1,7
- ОФ р. Бунгурский-Северный 1,4

### ООО р. Бунгурский
0,2

### АО Кузнецкинвестстрой
1,4
- р. Корчакольский 1,4

### АО УК Южная
2,9

### АО Разрез Инской
0,2

### ООО УК Сибкоул (р. Котино)
0,4

### ЗАО Прокопьевский УР
1,7

### ЗАО ш. Беловская
4,2
- р. Караканский-Западный 4,2

### ООО р. Степановский
0,6

### ООО Энергоуголь
0,7
- р. Подгорный 0,7

### ООО ш. Тайлепская
0,2

### АО ЕВРАЗ ЗСМК
2,3

### ООО ЦОФ Щедрухинская (кокс)
1,8

### ООО ЦОФ Щедрухинская (эн.)
0,5

### ООО УК ВостокУголь
7,5

## Красноярский край

### ЗФ ПАО Норильский никель
0,1
- р. Кайерканский 0,1

### АО СУЭК-Красноярск
19,1
- р. Бородинский им. М. И. Щадова 19,1

### АО р. Березовский
5,0

### АО р. Назаровский
3,0

### ОАО Красноярсккрайуголь
5,3
- р. Переясловский 5,2
- р. Абанский 0,1

### АО р. Канский
0,2

### ООО Сибуголь
1,5
- р. Большесырский 1,5

### АО р. Сереульский
0,7

### ООО р. Степановский-Сбыт
0,04

### АО Полюс
0,5
- р. Кокуйский 0,5

### ООО р. Саяно-Партизанский
0,8

### ООО р. Белоярский
0,3

## Республика Хакасия

### ООО СУЭК — Хакасия
8,9
- р. Черногорский 7,2
- ш. Хакасская 1,8
- ОФ Черногорская 7,2

### ОАО р. Изыхский
1,0

### АО УК р. Степной
4,2
- ОФ р. Степной 3,3

### ООО р. Аршановский
2,4

### ООО р. Восточно-Бейский
3,3

### ООО р. Западно-Бейский
0,3

## Республика Тыва

### ООО Тувинская горнорудная комп.
0,7
- р. Каа-Хемский 0,7

### ООО Ресурспромснаб
0,1
- р. Раздолье 0,1

### ЗАО ТЭПК
0,1

## Иркутская область

### ООО Компания Востсибуголь
13,2
- р. Тулунуголь, ПУ Азейский 2,3
- р. Тулунуголь, ПУ Мугунский 4,2
- Черемховуголь, ПУ Черемховский 3,5
- р. Жеронский 0,7
- ТЕ по обогащению (ОФ Касьяновская) 3,0
- ООО р. Ирбейский 2,5

### ООО Трансуголь
0,03

### ООО Шиткинский разрез
0,02
Чунский ИЛИМ п.Чунский

## Республика Бурятия

### АО р. Тугнуйский
14,0

### ОФ Тугнуйская
11,6

### ООО Восточно-Сибирская ГК
0,2
- р. Дабан-Горхонский 0,004
- р. Загустайский 0,2

### ООО Угольный разрез
1,9

## Забайкальский край

### АО р. Харанорский
3,2

### ООО Арктические разработки
0,3
- (р. Апсатский) 0,3

### ООО Читауголь
3,0

### ПАО Приаргунское ПГХО (Минатом)
3,0
- р/у Уртуйское 3,0

## Республика Саха

### ОАО ХК Якутуголь
9,9
- р. Нерюнгринский 9,3
- ОФ Нерюнгринская (кокс.) 8,9
- ш. Джебарики-Хая 0,4
- р. Кангаласский 0,2

### ООО Эльгауголь
3,7
- СОУ Эльгинская 1,7

### АО Зырянский УР
0,2
- ОАО Телен 0,1
- р. Харбалахский 0,1

### ООО УК Колмар
3,6
- АО ГОК Денисовский 1,7
- шахта 1,6
- разрез 0,1
- АО ГОК Инаглинский 1,3
- уч. Северный 0,4
- уч. Западный 0,15
- ОФ Инаглинская 0,6

### ООО Сунтарцеолит
0,03
- р. Кемпендяйский 0,03

### ЗАО Малые разрезы Нерюнгри
0,1

### ООО СП Эрчим-Тхан
0,1
- УОР ш. Чульмаканская 0,1

## Амурская область

### ОАО Амурский уголь
- р. Северо-Восточный 1,2
- р. Ерковецкий 2,1
- Участок Контактовый 0,03

## Чукотский автономный округ

### ОАО ш. Угольная
0,2

## Магаданская область

### ООО Колымская УК
0,2
- р. Кадыкчанский 0,2

### ОАОСусуманзолото
0,1
- р. Перспективный 0,1

## Хабаровский край

### АОУргалуголь
5,5
- ш. Северная 2,8
- р. Буреинский 2,7
- р. Мареканский 0,04
- ОУ-22 (ОУ Ургала) 2,1
- ОФ Чегдомын 3,1

## Приморский край

### АО Приморскуголь
2,8
- р/у Новошахтинское 2,8
- уч. Павловский № 2 2,8

### АО ш/у Восточное
0,6
- УПР ш/у Восточное 0,6
- ОУ ш/у Восточное 0,6

### АО Лучегорский УР
4,6

### ОАО Угольный разрез Раковский
0,1

## Сахалинская область

### ООО УК Сахалинуголь
0,2
- ООО Сахалинуголь-6 0,2
- ш. Ударновская 0,2

### ООО Обогатительные процессы
0,2

### АО Солнцевский УР
4,0

### ООО Бошняковский УР
0,6

### ООО Мангидай
0,1

### ООО Западная УК
0,3
- р. Крутояровский 0,3

### ООО Центральная УК
```
0,4
```

- р. Тихменевский — 3 0,4

### ООО Сахалинуголь-3
0,2
- р. Лопатинский 0,2

### ООО Горняк-1
0,9
- р. Шебунинский 0,9

### ООО Углегорскуголь
0,3
- р. Никольский 0,3

### ООО Шахтерская УК
0,001